# Apostoł lwowski

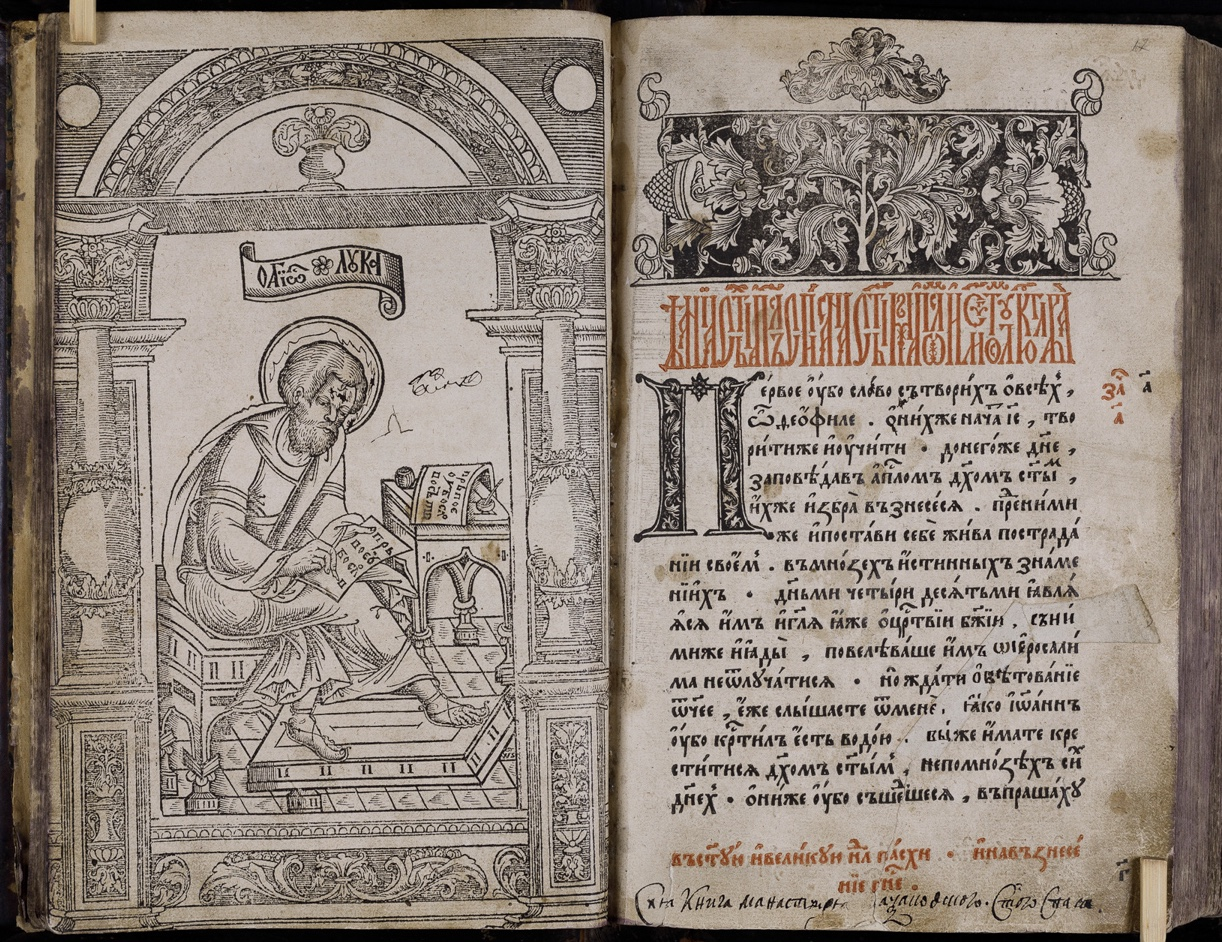
Frontyspis ze św. Łukaszem i pierwsza strona I rozdziału

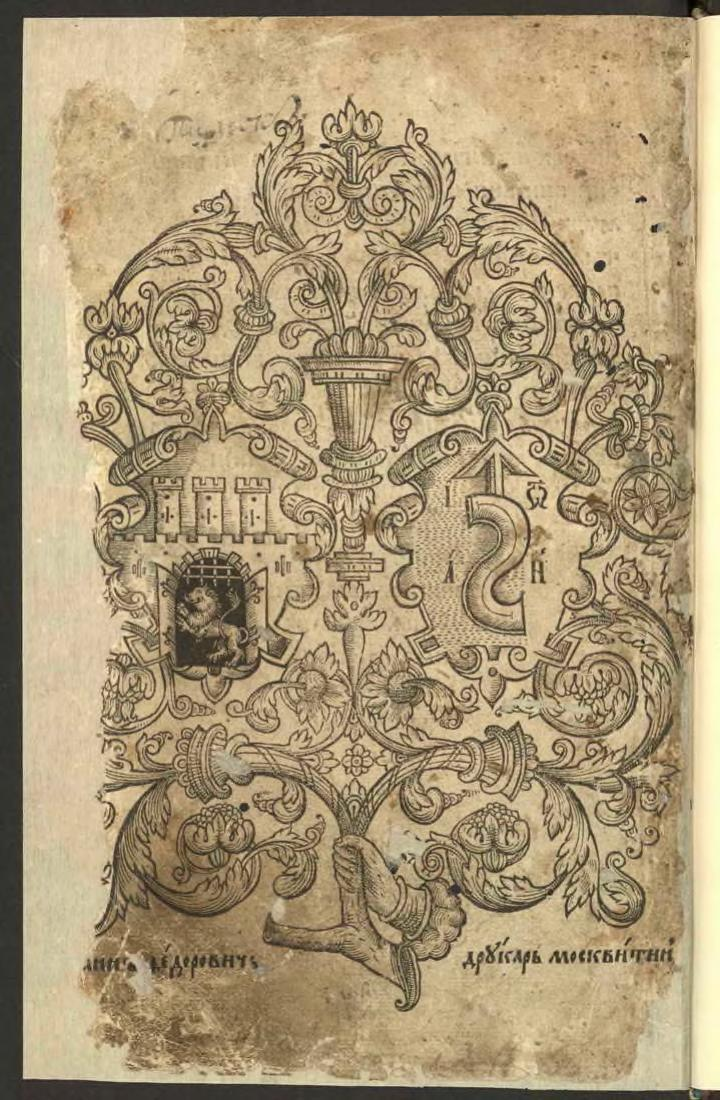
Strona z herbem Lwowa i sygnetem drukarskim

Apostoł lwowski – apostoł (księga liturgiczna) wydany we Lwowie w 1574 roku przez Iwana Fedorowicza w języku cerkiewnosłowiańskim, najstarsza datowana drukowana książka, opublikowana na dzisiejszym terytorium Ukrainy.  

## Historia
Książka została wydana we Lwowie, w monasterze św. Onufrego przez Iwana Fedorowicza w 1574 roku (25 lutego 1574 roku), który przeniósł się do Lwowa w 1572 roku i jest uważana za najstarszą znaną datowaną książkę opublikowaną na terytorium Ukrainy; jest nazywana Apostołem lwowskim, w odróżnieniu od Apostoła moskiewskiego z 1564 roku. Nakład był wysoki jak na ówczesne czasy, wyniósł prawdopodobnie około 1000–1200 egzemplarzy. Zachowało się 119 kopii, 5 z nich posiada Biblioteka Narodowa Ukrainy, lecz każdy z tychże pięciu egzemplarzy jest niekompletny. W Polsce znajdują się dwa egzemplarze: jeden ma Biblioteka Narodowa, a drugi Biblioteka Książąt Czartoryskich. Wartość jednego egzemplarza ocenia się na przeszło 200 tys. euro (stan na 2016 rok). Kopia Apostoła moskiewskiego ze zbiorów Biblioteki Narodowej Ukrainy im. W.I. Wiernadskiego została ukradziona z biblioteki w 2016 roku (media podały błędnie, że chodziło o Apostoła lwowskiego), książkę udało się odzyskać rok później, sprawcy kradzieży próbowali sprzedać starodruk za 100 000 dolarów. 
Biblioteka Bodlejańska udostępniła zdigitalizowaną wersję publikacji 4 kwietnia 2022 roku na podstawie własnego egzemplarza w XVI-wiecznej oprawie. Z okazji 450-lecia publikacji wydano na Ukrainie faksymilowy reprint dzieła w 2024 roku na podstawie egzemplarza z Lwowskiej Narodowej Naukowej Biblioteki Ukrainy im. Wasyla Stefanyka. 

## Zawartość
Tekst książki odpowiada Apostołowi, który Iwan Fedorowicz wydał wcześniej w Moskwie w 1564 roku, jest to jego nowy wariant, druk w stosunku do pierwowzoru stoi na wyższym poziomie, zastosowano jednakże tę samą czcionkę. Publikacja zawiera dwie księgi Nowego Testamentu: Dzieje Apostolskie oraz Listy Apostolskie, zapisane w języku cerkiewnosłowiańskim cyrylicą. Edycja z 1574 roku ma dodany autobiograficzny epilog, w którym Iwan Fedorowicz opowiedział o historii swoich drukarni w Moskwie, Zabłudowie i Lwowie.  
Druk wydano w dużym formacie (wysokość 32 cm), na 278 lub 280 stronach, w tym 264 numerowanych. Książkę otwiera wizerunek herbu Grzegorza Chodkiewicza, protektora drukarza. Po rozdziale wstępnym znajduje się frontyspis z ryciną przedstawiającą św. Łukasza piszącego swoją Ewangelię (podobna ilustracja znajduje się w moskiewskim Apostole). Grafikę wykonał polski rytownik Wendel Szarffenberg (zob. Szarffenbergowie). Tekst jest udekorowany licznymi inicjałami i winietami. Książkę zamyka wizerunek herbu Lwowa oraz sygnet drukarski Iwana Fedorowicza w postaci strzały z wstęgą w kształcie odwróconej litery „S”. 